# روبن غوثري
روبن غوثري (بالإنجليزية: Robin Guthrie)‏ هو طبال ومنتج أسطوانات وعازف قيثارة وكاتب أغاني وملحن ومهندس الصوت بريطاني، ولد في 4 يناير 1962 في Grangemouth ‏ في المملكة المتحدة.

## وصلات خارجية
- الموقع الرسمي
- روبن غوثري على موقع IMDb (الإنجليزية)
- روبن غوثري على موقع ميوزك برينز (الإنجليزية)
- روبن غوثري على موقع إن إن دي بي (الإنجليزية)
- روبن غوثري على موقع أول ميوزيك (الإنجليزية)
- روبن غوثري على موقع ديسكوغز (الإنجليزية)
- روبن غوثري على موقع قاعدة بيانات الفيلم (الإنجليزية)